# Radan Gliwice
Radan Gliwice – klub futsalowy ze Śląska mający siedzibę w Przyszowicach, a halę w Gliwicach, obecnie grający w I lidze polskiej w futsalu.

## Informacje ogólne
Klub:
- Pełna nazwa: Futsal Klub Radan Gliwice
- Liga: I liga polska w futsalu
- Rok założenia: 1999
- Barwy: Brak informacji
- Adres: ul. Ogrodowa 67, 44-178 Przyszowice
- Strona internetowa klubu: www.radan.gliwice.pl

Hala:
- Adres: ul. Sikorskiego 132, Gliwice
- Pojemność - Brak informacji
- Oświetlenie - Brak informacji
- Wymiary - Brak informacji

Władze:
- Prezes: Brak informacji
- Wiceprezesi: Brak informacji
- Trener: Rafał Jarzmik

## Sukcesy
Największym sukcesem gliwickiej drużyny jest zajęcie piątego miejsca w I lidze piłki halowej w sezonie 2005/2006, gdzie piłkarz Radanu Michał Kusiak został królem strzelców. 
Młodzieżowa drużyna klubu dwukrotnie zdobywała mistrzostwo Polski U-21 (2002,2004), raz była druga (2005) i raz trzecia (2006).

## Zawodnicy
| - Rafał Krzyśka - Tomasz Cielesta - Łukasz Łągiewka - Rafał Jarzmik - Adrian Łągiewka - Mariusz Kubiak |  | - Robert Satora - Patryk Cygnarowski - Grzegorz Kowalski - Sebastian Falbe - Tomasz Starowicz - Karol Zdunek |  | - Zbigniew Sodel - Wojciech Kretek - Tomasz Szczurek - Łukasz Kujawa - Marek Barański - Michał Piotrowicz |